# قرارداد قیری-دارسی
قرارداد قیری-دارسی قراردادی است که در اول اکتبر ۱۹۰۷ بین خانواده سادات قیری و کمپانی دارسی برای اجاره زمینهای خاندان سادات قیری در دره خرسان (مسجدسلیمان امروزی) در شرق شوشتر به منظور استخراج نفت به امضا رسید.
طبق این قرارداد اجاره‌دهندگان نمایندگان خانواده سادات قیری و اجاره‌کننده ویلیام ناکس دارسی است که به همراه وکیلش جی.پی.رینلدسن قرارداد را امضاء کرده‌اند. مهر و امضای مجتهدین شوشتر نیز در پایین قرارداد به چشم می‌خورد.

## خاندان سادات قیری
سادات قیری خاندانی از سادات شهر شوشتر هستند که نسب خود را به امام هفتم شیعیان می‌رسانند. شغل سنتی این خانواده در دوره قاجار استحصال قیر از محلی به نام دره خرسان در شرق شوشتر و حمل آن به شوشتر برای تجارت و فروش به سایر شهرها بوده است.

## پیشینه
سادات قیری که خاندانی اهل تجارت بودند، در مسیر تجارت خود بین شوشتر و اصفهان، هنگام عبور از دره خرسان (مسجدسلیمان امروزی)، به چشمه‌هایی برخوردند که مایع سیاه‌رنگی از آن تراوش می‌کرده است. بعدها درمی‌یابند این ماده همان قیری است که در شاهنامه از آن سخن گفته شده و در زمان‌های دور از آن برای قیراندود کردن آثار تاریخی شوشتر همچون بندقیر و بند قیصر و نیز به‌عنوان جنگ‌افزار استفاده شده است. آن‌ها برای استفاده از این مایع ارزشمند، ابزاری ساختند و با استفاده از دیگی به ارتفاع 4 متر و قطر 2 متر، قیر را تبخیر و غلیظ سازی کرده و با آب، سرد می‌کردند و در آخر برای فروش به شهرهای دیگر به شوشتر حمل می‌کردند. قیرهای استحصال شده انگلیسی‌های جویای نفت از جمله کمپانی دارسی را به منطقه کشاند.
در حدود سال‌های ۸۶-۱۲۸۵ خورشیدی اولین بار ژاک دو مورگان (باستان شناس فرانسوی) از وجود قیر در اطراف شوشتر در درّه خرسان مطلع شد. سپس انگلیسی‌ها با حمایت دولت وقت ایران موفق شدند سادات قیری را راضی به بستن قرارداد با کمپانی دارسی کنند. اما پس از آن جمعی از سادات شوشتری توسط نماینده‌شان احتشام‌السلطنه شکایتی به مجلس شورای ملی ارسال کردند مبنی بر اینکه خوانین بختیاری املاک آن‌ها را بدون اجازه آن‌ها به کمپانی نفت انگلیس اجاره داده‌اند.
خانواده سادات علی‌رغم میل باطنی با این قرارداد موافقت نمودند و ابتدا مقرر شد در درّه خرسان (محلی که بعداً شهر مسجدسلیمان شکل گرفت) چاه نفت حفر شود و کمپانی دارسی سالانه 1000 من نفت و 900 قران احمدشاهی (نقره) به سادات قیری بپردازند. اما خانواده قیری که از این معامله خشنود نبودند اعتراض کرده و اعلام نمودند آن منطقه سرزمین اجدادی آنهاست. سپس با مداخله دولت مقرر شد که سادات قیری زمین‌هایشان را به انگلیسی‌ها اجاره بدهند. این تصمیم در نهایت موجب بسته شدن قرارداد قیری–دارسی شد.
این قرارداد که دارای هشت شرط است در اکتبر ۱۹۰۷ به امضای طرفین رسید. طبق این قرارداد، اجاره‌دهندگان سید لطف‌اله ولد  سید کریم قیری و آقا سید آقایی ولد  سید محمد قیری وکالتاً از طرف خانواده سادات قیری هستند و اجاره‌کننده ویلیام ناکس دارسی است که به همراه وکیلش جی.پی.رینلدسن قرارداد را امضاء کرده‌اند.

## مفاد قرارداد
متن قرارداد، دارای هشت شرط است و در بخش‌های قابل خواندن آن نکات زیر به چشم می‌خورد؛
شرط اول: مستر جی.پی.رینلدسن وکیل دارسی، به نیابت از او متعهد شده است که در ارتباط با موضوع قرارداد، در ماه اکتبر هر سال مقدار یک‌هزار و پانصد من شوشتر نفت و مقدار یک‌هزار و پانصد من شوشتر قیر به نمایندگان سادات قیری تحویل داده و نفت و قیر استخراج شده خود را به هیچ‌وجه در شوشتر و دزفول نفروشد.
(براساس اوزان و مقیاس قدیم، هر من شوشتر معادل ۷ کیلوگرم بوده است.)
علاوه بر نفت و قیر گفته شده در شرط دوم نمایندگان دارسی موظف هستند هر سال 150 تومان پول نقد نیز به اجاره‌دهنده پرداخت کنند.
وکیل مستردارسی موظف است نفت مربوط در میدان نفتی منفتون (نفتون) را هرکجا صلاح می‌داند،در یک حوض آهنی تسلیم نموده و مقدار قیر تعیین شده را منحصراً در شوشتر تحویل دهد.
همچنین در خصوص قیر طبیعی، خانواده قیری می‌توانند سالی دویست و پنجاه بار الاغ، که در حوالی چشمه‌های واقع در میدان نفتون پیدا می‌شود بدون قیمت (پرداخت هزینه) بردارند و کرایه حمل‌ونقل آن بر ذمه سادات است.
شرط پنجم: این ورقه به مهر و امضای مجتهدین شوشتر مزین و به این‌طور ختم گردید که دیگر هیچ اشکالی، نه شرعی و نه عرفی و نه عرض و نه اسباب دردسری در میان آید.
شرط ششم: منافع این قرارداد به نماینده و یا رییس خاندان سادات قیری که زیر قرارداد را امضاء کرده، تحویل داده شده و باید رسید به مهر و امضای او برسد. همچنین اگر کسی بخواهد به وکیل مستر دارسی نامه بنویسد، توسط کنسولگری محمره (خرمشهر)ارسال دارد.
شرط هفتم:این مقاوله نامه جاری خواهد ماند تا زمانی که امتیاز از جانب اعلی حضرت همایونی (پادشاه قاجار) به جناب فخامت نصاب مستر ویلیام ناکس دارسی داده شده باقی است و مستر دارسی را اختیار فسخ است.